# 玉环市人民政府
28°08′23″N 121°13′40″E / 28.13971°N 121.22772°E
玉环市人民政府，简称玉环市政府，是中华人民共和国浙江省玉环市的最高行政机关。前称玉环县人民政府，2017年因玉环撤县建市而更名。

## 沿革
1949年4月6日，括苍第三支队队长周丕振、政治处主任郑美欣在乐清环山村主持玉环战前军事会议，丁世祥（时任中共玉环区委书记）等人参加，讨论玉环县内国军兵力布防等。当夜解放军部队按部署分三路进入环山镇，并在7日凌晨发动战斗，7时战斗结束，解放军占领玉环县城。4月14日，中共浙南地委撤销中共玉环区委，成立中共玉环县委，丁世祥担任书记（至1953年4月），并建立玉环县民主政府，丁世祥兼任县长，隶属浙南行政公署括苍办事处:90-91。
1949年5月12日，玉环县民主政府改称为“玉环县人民政府”，县长仍由丁世祥兼任，并在楚门召开成立大会。同时废除保甲制，并建立起新的乡镇政权。7月，县政府机关自楚门筠岗迁址县城环山镇。同时，全县区、乡、村各级政权机构先后建立:90-91。
1955年11月，县人民政府更名为玉环县人民委员会。1959年4月1日，玉环县建制撤销，温岭县人民委员会设玉环办事处。1962年4月1日，玉环县建制恢复，重建玉环县人民委员会。1966年文化大革命爆发后，县人民委员会瘫痪。1969年3月，中国人民解放军玉环县人民武装部设生产办公室代行县人委权力。同年6月1日，成立玉环县革命委员会。1981年11月5日，玉环县第七届人民代表大会第一次会议决议重建玉环县人民政府。

## 职权
根据《中华人民共和国地方各级人民代表大会和地方各级人民政府组织法》第七十三条，县级以上的地方各级人民政府行使下列职权：
1. 执行本级人民代表大会及其常务委员会的决议，以及上级国家行政机关的决定和命令，规定行政措施，发布决定和命令；
2. 领导所属各工作部门和下级人民政府的工作；
3. 改变或者撤销所属各工作部门的不适当的命令、指示和下级人民政府的不适当的决定、命令；
4. 依照法律的规定任免、培训、考核和奖惩国家行政机关工作人员；
5. 编制和执行国民经济和社会发展规划纲要、计划和预算，管理本行政区域内的经济、教育、科学、文化、卫生、体育、城乡建设等事业和生态环境保护、自然资源、财政、民政、社会保障、公安、民族事务、司法行政、人口与计划生育等行政工作；
6. 保护社会主义的全民所有的财产和劳动群众集体所有的财产，保护公民私人所有的合法财产，维护社会秩序，保障公民的人身权利、民主权利和其他权利；
7. 履行国有资产管理职责；
8. 保护各种经济组织的合法权益；
9. 铸牢中华民族共同体意识，促进各民族广泛交往交流交融，保障少数民族的合法权利和利益，保障少数民族保持或者改革自己的风俗习惯的自由，帮助本行政区域内的民族自治地方依照宪法和法律实行区域自治，帮助各少数民族发展政治、经济和文化的建设事业；
10. 保障宪法和法律赋予妇女的男女平等、同工同酬和婚姻自由等各项权利；
11. 办理上级国家行政机关交办的其他事项。

## 机构设置
根据《玉环市机构改革方案》，玉环市人民政府设置工作部门25个。
玉环市人民政府设置下列机构：
- 玉环市人民政府办公室
- 玉环市发展和改革局
- 玉环市经济和信息化局
- 玉环市教育局
- 玉环市科学技术局
- 玉环市公安局
- 玉环市民政局
- 玉环市司法局
- 玉环市财政局
- 玉环市人力资源和社会保障局
- 玉环市自然资源和规划局
- 玉环市住房和城乡建设局
- 玉环市交通运输局
- 玉环市农业农村和水利局
- 玉环市商务局
- 玉环市文化和广电旅游体育局
- 玉环市卫生健康局
- 玉环市退役军人事务局
- 玉环市应急管理局
- 玉环市审计局
- 玉环市市场监督管理局
- 玉环市统计局
- 玉环市医疗保障局
- 玉环市综合行政执法局
- 玉环市航港口岸和渔业管理局

（办公室挂市政府外事办公室、市政府金融办公室、大数据发展管理局牌子；经济和信息化局挂中小企业局牌子；司法局挂行政复议局牌子；财政局挂市政府国有资产监督管理办公室牌子；自然资源和规划局挂海洋局、林业局牌子；住房和城乡建设局挂人民防空办公室（民防局）牌子；商务局挂粮食和物资储备局牌子；综合行政管理局挂城市管理局牌子。）

### 台州市级部门派出机构

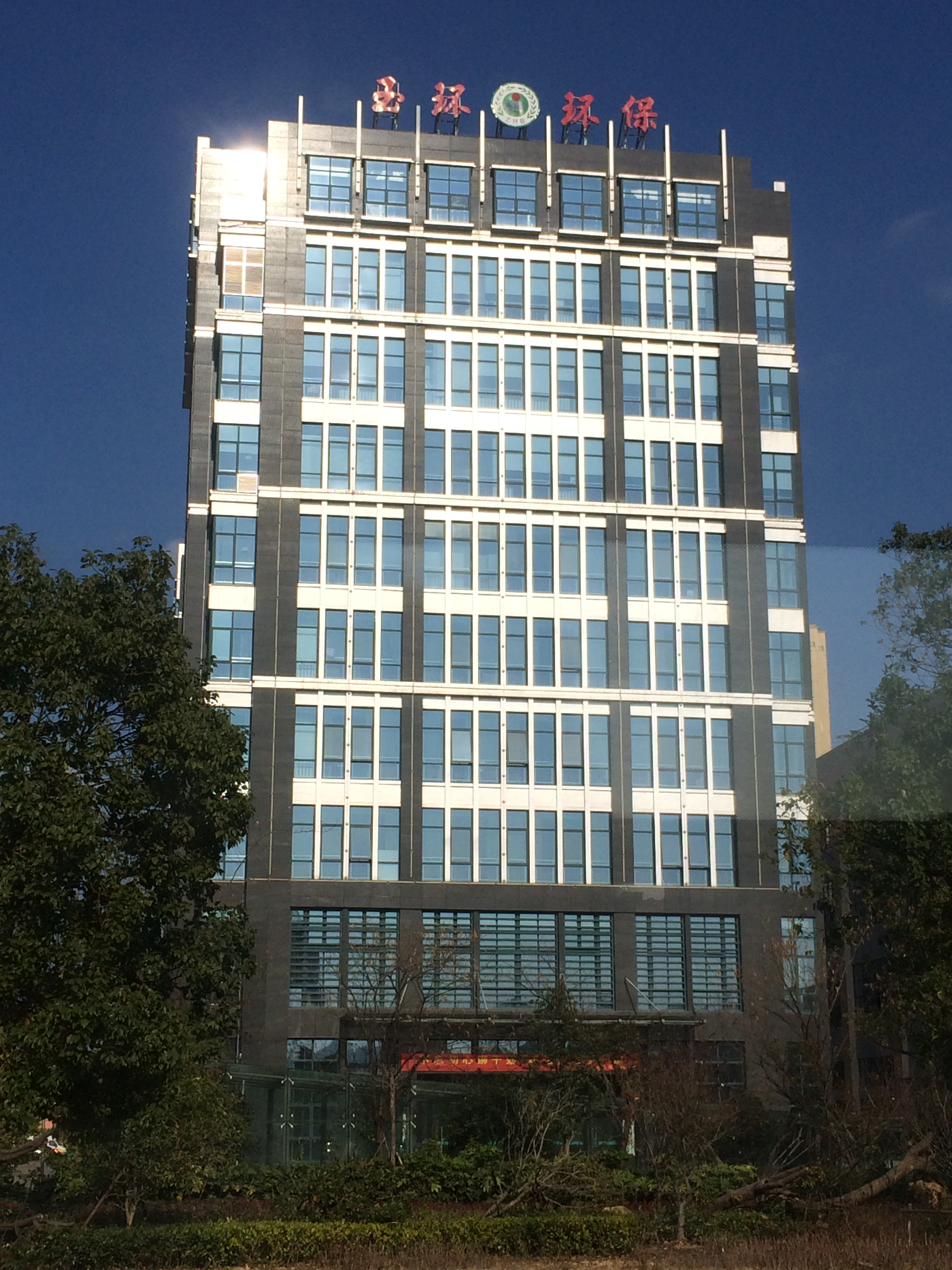
台州市生态环境局玉环分局
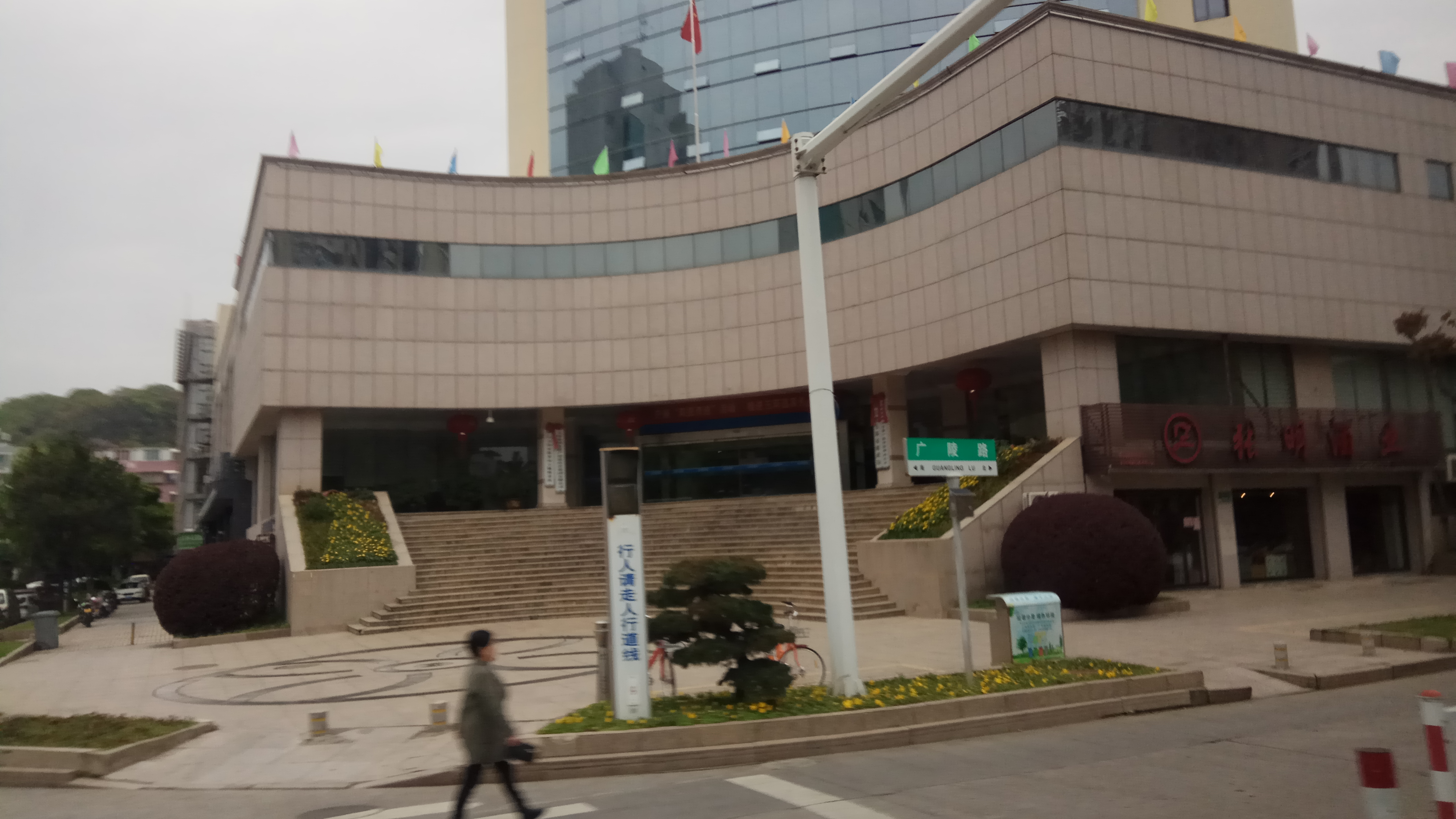
玉环市财政局
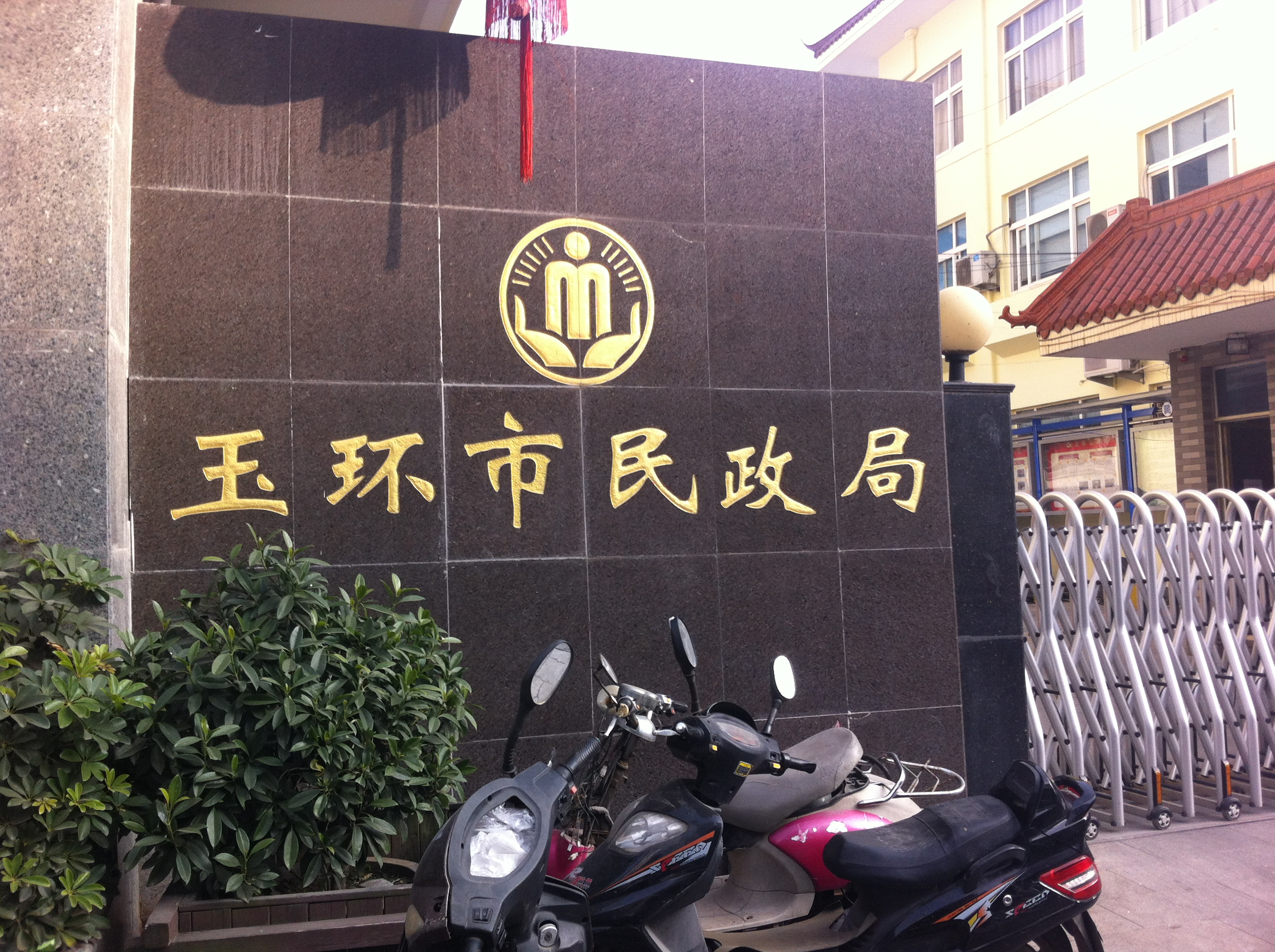
玉环市民政局
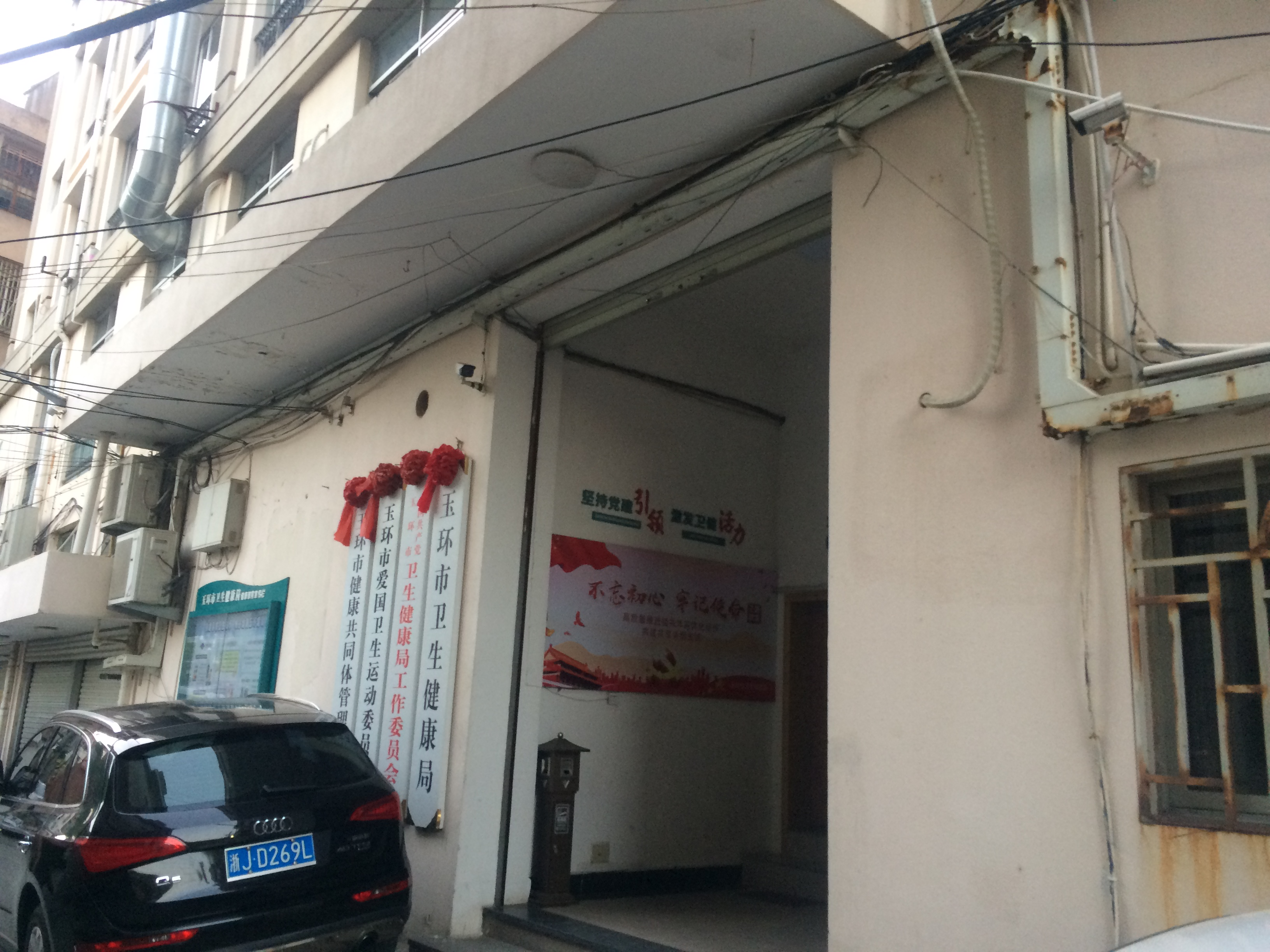
玉环市卫生健康局
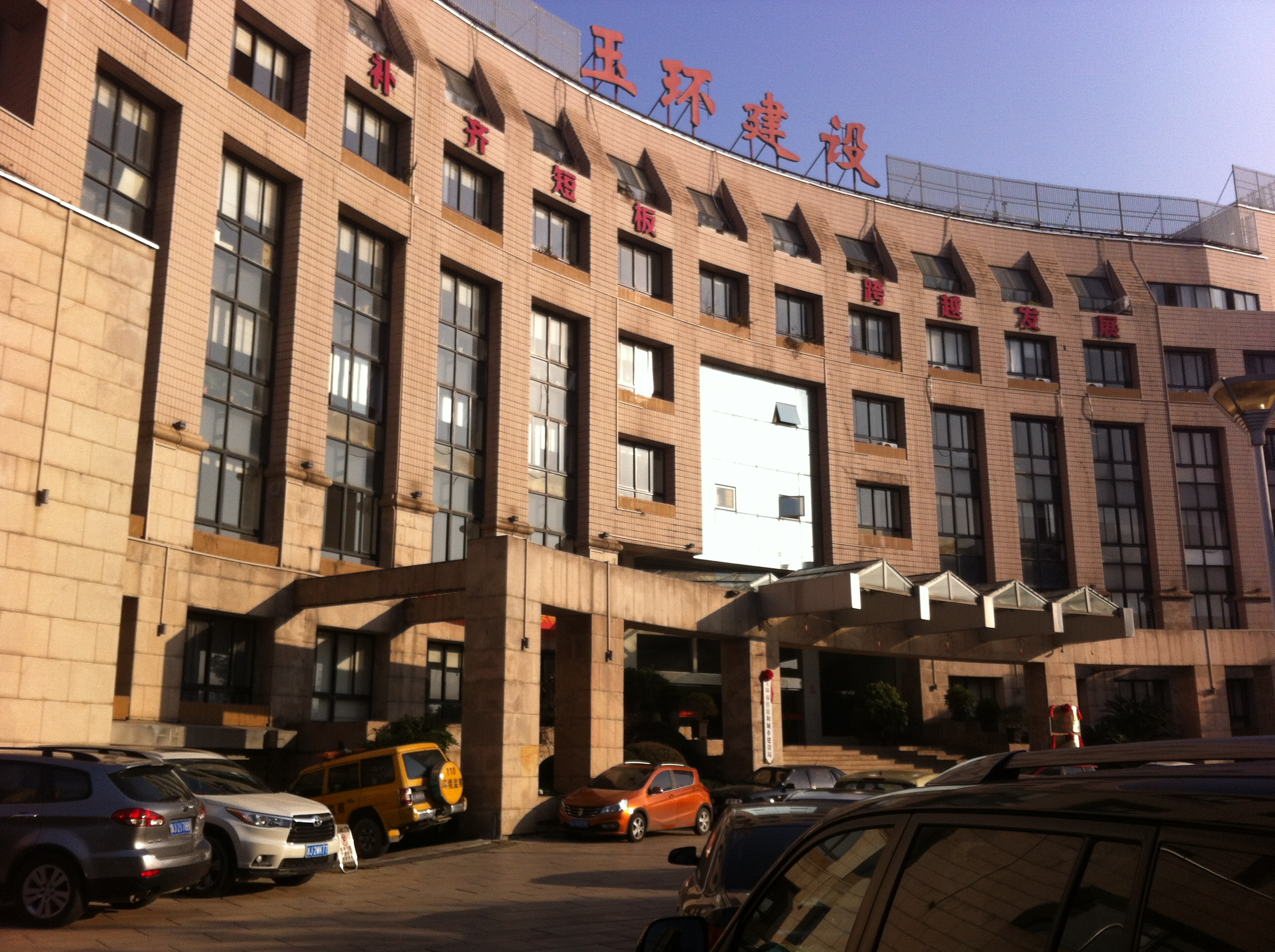
玉环市住房和城乡建设局

- 台州市生态环境局玉环分局
- 玉环市财政局
- 玉环市民政局
- 玉环市卫生健康局
- 玉环市住房和城乡建设局